# Port O'Connor
Port O'Connor es un lugar designado por el censo ubicado en el condado de Calhoun en el estado estadounidense de Texas. En el Censo de 2010 tenía una población de 1253 habitantes y una densidad poblacional de 76,57 personas por km².

## Geografía
Port O'Connor se encuentra ubicado en las coordenadas 28°26′46″N 96°25′13″O / 28.44611, -96.42028. Según la Oficina del Censo de los Estados Unidos, Port O'Connor tiene una superficie total de 16.36 km², de la cual 10.33 km² corresponden a tierra firme y (36.85%) 6.03 km² es agua.

## Demografía
Según el censo de 2010, había 1253 personas residiendo en Port O'Connor. La densidad de población era de 76,57 hab./km². De los 1253 habitantes, Port O'Connor estaba compuesto por el 86.75% blancos, el 0.88% eran afroamericanos, el 0.64% eran amerindios, el 1.28% eran asiáticos, el 0% eran isleños del Pacífico, el 7.9% eran de otras razas y el 2.55% pertenecían a dos o más razas. Del total de la población el 22.35% eran hispanos o latinos de cualquier raza.